# Quintus Peltrasius Maximus
Quintus Peltrasius Maximus war ein im 3. oder 4. Jahrhundert n. Chr. lebender Angehöriger des römischen Ritterstandes (Eques).
Durch eine Weihinschrift auf einem Altar, der beim Kastell Fanum Cocidi gefunden wurde und der auf 201/330 datiert wird, ist belegt, dass Maximus Tribun war. Laut John Spaul war er Tribun der Cohors I Augusta Nerviana Germanorum, die zu diesem Zeitpunkt in der Provinz Britannia stationiert war. Aus der Inschrift geht darüber hinaus hervor, dass er zuvor ein Cornicularius war, der zum Präfekten befördert wurde (ex corniculario praefectorum praetorio).
Maximus weihte den Altar der Gottheit Cocidius.